# 1299 Mertona
Mertona (asteróide 1299) é um asteróide da cintura principal, a 2,2782545 UA. Possui uma excentricidade de 0,1873707 e um período orbital de 1 714,58 dias (4,7 anos).
Mertona tem uma velocidade orbital média de 17,78843953 km/s e uma inclinação de 7,86823º.
Esse asteróide foi descoberto em 18 de Janeiro de 1934 por Guy Reiss.